# Смол-бол
У баскетболі смол-бол або маленький м'яч — це стиль гри, який жертвує висотою, фізичною силою гравців та наступом / захистом біля кільця на користь менших гравців задля більшої швидкості, спритності та кількості забитих очок (часто з триочкової лінії). Це поняття тісно пов'язане з поняттями темпу та простору, що впливає на швидкість нападу та розтягує захист додатковими стрільцями на майданчику. У багатьох смол-больних п'ятірках є нетрадиційний центровий, який має навички, яких зазвичай немає у гравців на цій позиції. Команди часто переносять фізично домінуючого гравця, який, як правило, відіграє роль легкого форварда у позицію важкого форварда . Прикладами гравців, яких використовували в цій ролі, є Кевін Дюрант, Кармело Ентоні, та Леброн Джеймс . Цей гравець був би поряд із традиційним форвардом (переміщений у позицію центрового), або поруч із центровим.
Перевага використання маленької п'ятірки полягає в тому, що позицію форварда займає більш швидкий та спритний гравець, який може випередити і пересилити форварда суперника. У багатьох випадках гравець може мати кращий відсоток триочкових попадань, ніж традиційний форвард, що (а також збільшення очок із триочкових комбінацій) може допомогти розтягуванню захисту команди суперника. Захисник суперника вийде за межі трьохсекундної зони, щоб захищати гравця по периметру триочкової лінії, даючи можливість товаришам по команді вбігти і забити біля кільця. Гравець, який займає цю позицію, з високим відсотком триочкових попадань, називається «розтягуючий четвертий». Тренер «Маямі Хіт» Ерік Споелстра застосовував цей стиль гри, починаючи з 2011–12 років, називаючи його «темп і простір». На початку плей-офф легкий форвард Леброн Джеймс зайняв позицію форварда після того, як «Хіт» втратив стартера Кріса Боша через травму. Джеймс залишився на цій позиції до кінця плей-офф, оскільки Боша перемістили в центр, коли він повернувся.
Хоча стиль гри має переваги, є кілька недоліків. Швидкість та спритність додаються через втрату сили та висоти; відсутність традиційних «великих гравців» може ускладнити оборону під кільцем, а також може перешкодити команді мати загрозу при атаці біля кільця. Часто жертвують підборами; наприклад, у сезоні 2012—2013 років «Маямі Хіт», граючи в смол-бол, отримав найбільше перемог протягом сезону, але був найгіршою командою в НБА у підбиранні.
«Голден Стейт Ворріорз» у 2014—2015 роках використовувала смол-бол у більшій мірі у Фіналі НБА, ніж будь-який попередній чемпіон, замінивши центрового Ендрю Богута зі стартового складу на Андре Ігуодалу, якого зрештою назвали найціннішим гравцем фіналу . Маленька п'ятірка «Воїнів» стала відома як «Смертельна п'ятірка». «Воїни» досягли історичного рівня успіху, вигравши три титули НБА та встановивши рекорд перемог НБА за період 2014—2017 років. Успіх маленьких п'ятірок «Воїнів» змусив деяких аналітиків вважати смол-бол майбутнім баскетболу, відмовляючись від традиційних складів на користь «непозиційного» баскетболу, що дозволяє командам грати без традиційного центрового.

## Подальше читання
- Goldsberry, Kirk (2019). SprawlBall: A Visual Tour of the New Era of the NBA. Houghton Mifflin Harcourt. ISBN 978-1328767516.